# Maastricht-Noordwest
Maastricht-Noordwest, ook wel Buitenwijk Noordwest of Wijk 03 (CBS-code:093503), is volgens de indeling van het Centraal Bureau voor de Statistiek een van de zeven wijken van de Nederlandse stad en gemeente Maastricht. Maastricht-Noordwest heeft een oppervlakte van circa 439 hectare en telt bijna 2200 inwoners, verdeeld over vijf buurten. Het is daarmee de op een na kleinste wijk in Maastricht qua oppervlakte en de kleinste qua inwonertal. De wijk is dunbevolkt, heeft weinig voorzieningen en bestaat grotendeels uit bedrijfsterreinen, afgewisseld met natuurgebieden, vestingwerken en industriële monumenten.

## Ligging en indeling
Maastricht-Noordwest omvat het noordwestelijk deel van de gemeente Maastricht. De wijk ligt op de westelijke oever van de rivier de Maas op een licht geaccidenteerd terrein dat naar het westen toe iets oploopt. De oostelijke begrenzing wordt gevormd door de Maas, die hier een S-bocht maakt om het dorp Borgharen heen. De zuidgrens bestaat uit de Statensingel, de Frontensingel en de voormalige aansluiting van de Noorderbrug. De westgrens volgt voor een deel de Cabergerweg, de Carl Smulderssingel, de Brusselseweg en de Lanakerweg, maar wijkt daar in het zuidelijk deel van af, door de oostelijke bebouwing van Brusselsepoort en De Ravelijn te volgen, en bij de Fort Willemweg om het fort heen te buigen. De noordgrens is tevens de gemeentegrens en de rijksgrens met België. Deze loopt rakelings langs de bebouwing van het Lanakense bedrijventerrein Europark en het dorp Smeermaas.
Van de zeven wijken van Maastricht (met in totaal 44 buurten) grenzen er vier (zeven buurten) aan Maastricht-Noordwest. Van noordoost naar noordwest zijn dat kloksgewijs: Maastricht-Noordoost (buurt: Borgharen), Maastricht-Oost (Limmel), Maastricht-Centrum (Boschstraatkwartier en Statenkwartier) en Maastricht-West (Brusselsepoort, Caberg en Oud-Caberg). Verder grenst de wijk aan de Belgische gemeente Lanaken.
De wijk telt officieel vijf buurten, die allemaal het wijknummer 093503 dragen, gevolgd door een tweecijferige code: Boschpoort (00), Bosscherveld (01), Frontenkwartier (02), Belvédère (03) en Lanakerveld (04). Boschpoort is zowel qua oppervlakte (147 ha) als qua inwonertal (ruim 1600) de grootste buurt, hoewel het met dat laatste cijfer ook tot de tien kleinste buurten van Maastricht behoort. Bosscherveld, Belvédère en Lanakerveld hebben alle drie minder dan honderd inwoners.

## Geschiedenis

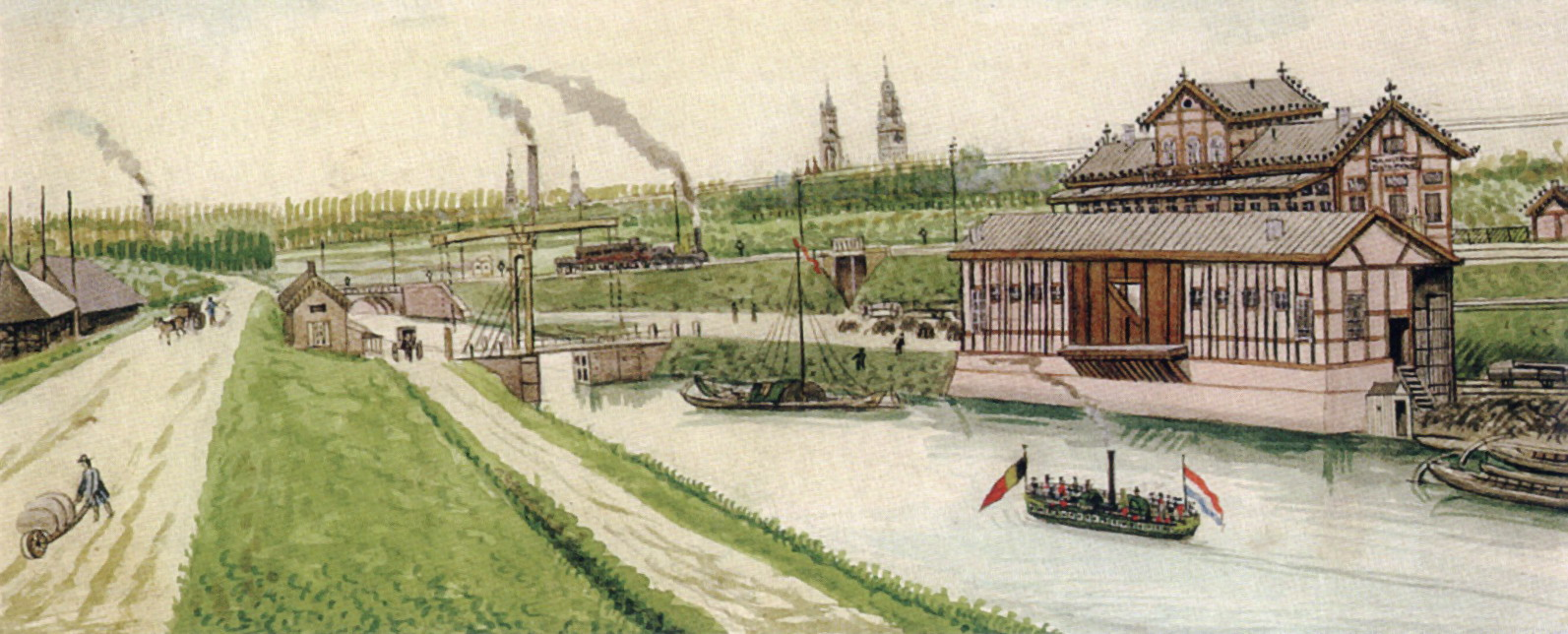
Zuid-Willemsvaart, Sluis 19 en Station Boschpoort (Ph. van Gulpen, ca. 1860)

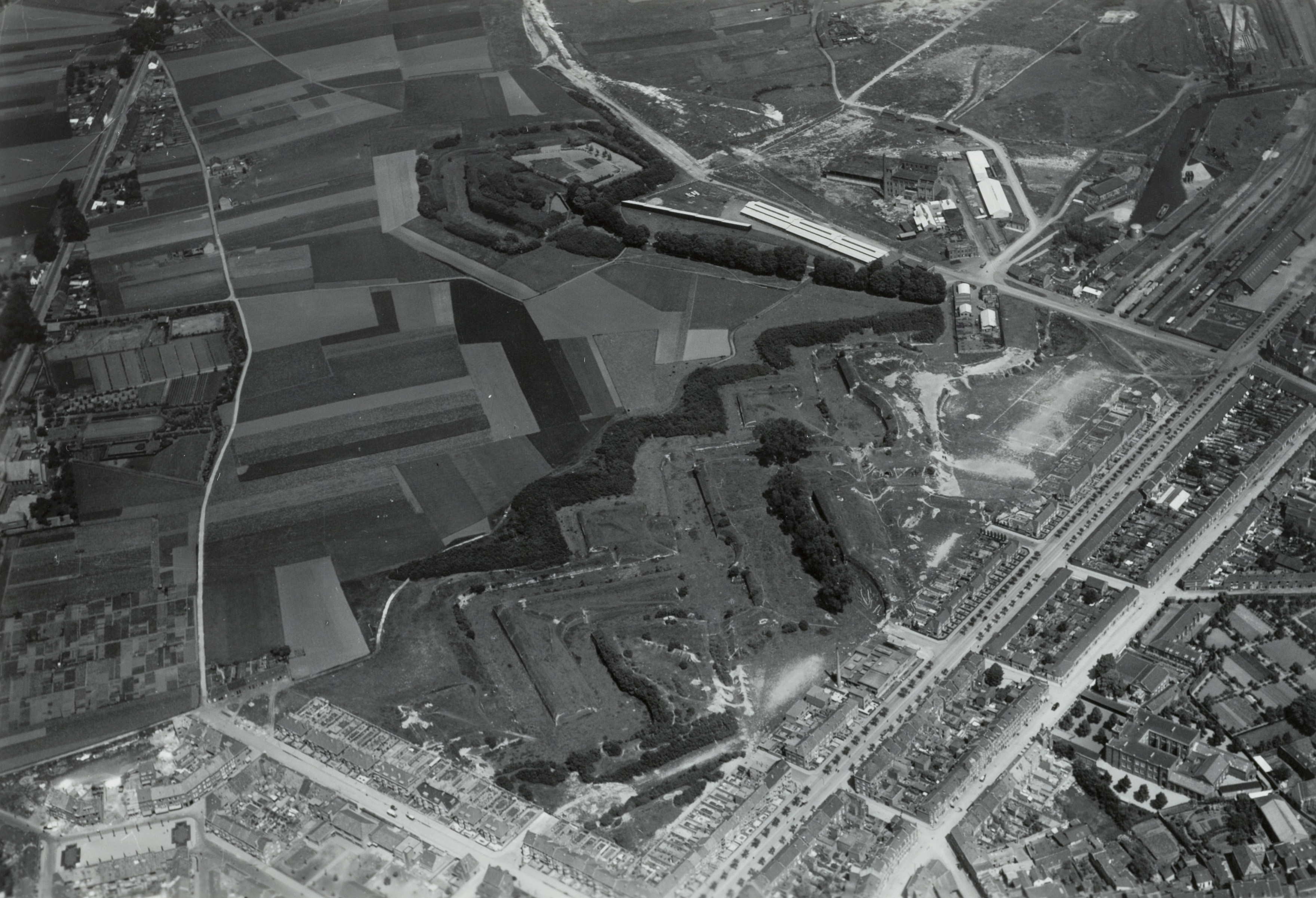
Hoge en Lage Fronten, 1925-35

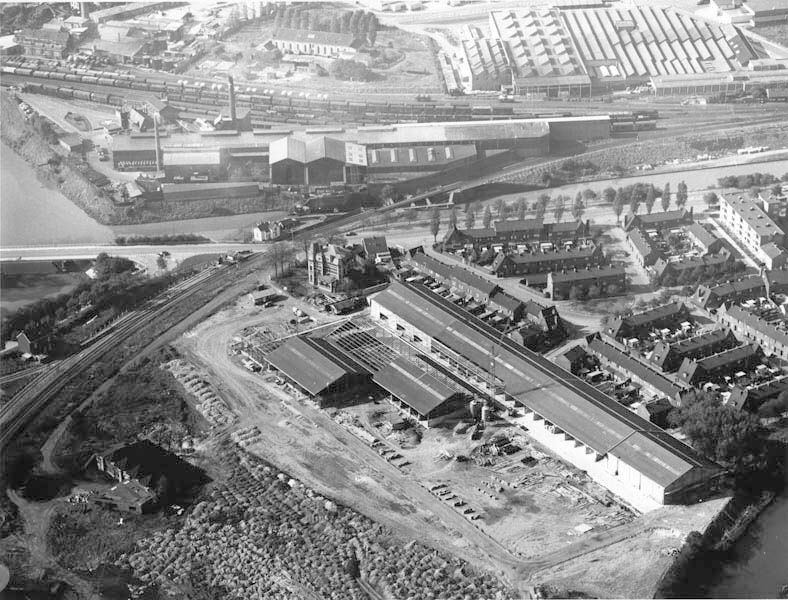
Bosscherweg en omgeving, 1961

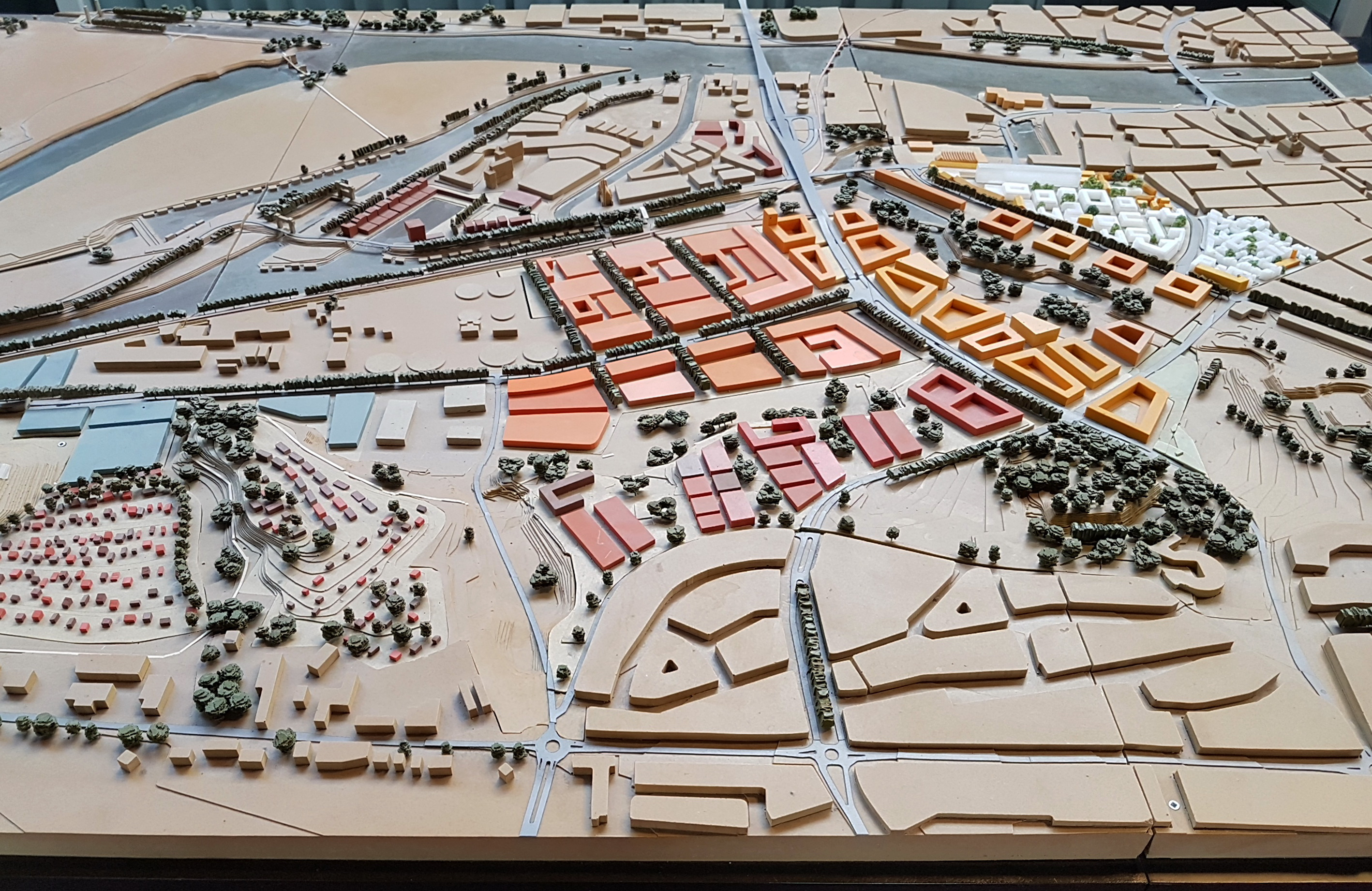
Maquette Plan Belvédère, ca. 2000

Maastricht-Noordwest bestond, voor zover niet tot de vesting Maastricht behorend, tot begin negentiende eeuw voornamelijk uit landbouwgronden. Het gebied heeft in de loop der eeuwen zwaar te lijden gehad van de vele belegeringen van de vestingstad Maastricht.
Bij opgravingen in de Belvédère-groeve in de periode 1980-90 zijn resten van neanderthaler kampementen aangetroffen die ca. 250.000 jaar oud zijn, de oudste sporen van menselijke bewoning in Nederland. De vondsten werd in 1998-2003 bevestigd en aangevuld door de opgravingen vlak over de grens in Veldwezelt-Hezerwater. In het Lanakerveld zijn sporen aangetroffen van de bandkeramische cultuur (ca. 5500-4400 v.Chr.) en de Michelsbergcultuur (4400-3500 v. Chr.).
Een  deel van Maastricht-Noordwest lag binnen het schootsveld van de vesting Maastricht. Rondom de tweede middeleeuwse stadsmuur uit de veertiende eeuw vormde zich vanaf de zestiende eeuw een ring van buitenwerken, waar geen permanente burgerlijke bouwwerken mochten worden opgericht. In de zeventiende en achttiende eeuw werd er vrijwel onafgebroken aan de vestingwerken gebouwd, zowel boven- als ondergronds. Na de opheffing van de vesting werden delen van de vestingwerken ontmanteld. Van de middeleeuwse stadsmuur en de poorten is in dit deel van de stad niets meer over, maar van de buitenwerken des te meer. In Maastricht-Noordwest liggen de best bewaarde delen van de Hoge en Lage Fronten. In het deelgebied Linie van Du Moulin is het merendeel van de buitenwerken en het complete ondergrondse gangenstelsel (de "kazematten") intact. Sloop vond alleen plaats waar dit nodig was voor woningbouw, de uitbreiding van industrieën of de aanleg van infrastructuur. Waar gesloopt werd, gebeurde dat oppervlakkig om kosten te besparen, waardoor onder de huidige bebouwing delen van bastions en lunetten bewaard zijn gebleven. Rondom de ontmantelde stad werden singelwegen aangelegd, waarvan het noordwestelijk deel de naam Statensingel kreeg. Na de bouw van de Noorderbrug kreeg een deel van de Statensingel in 1985 de naam Frontensingel.
Het grootste deel van de huidige wijk Maastricht-Noordwest was tot 1920 geen onderdeel van de toen nog zeer krap bemeten gemeente Maastricht. Door de annexatie van 1920 nam de stad fors in oppervlakte toe, van 448 tot 3301 ha, feitelijk het hele gebied ten westen van de Maas binnen de landsgrenzen. De annexatie betekende het einde van de zelfstandige gemeente Oud-Vroenhoven (gemeentehuis te Wolder). Deze gemeente was in 1839 ontstaan bij de splitsing van Nederland en België. Van 1815 tot 1839 was Maastricht-Noordwest onderdeel van de gemeente Lanaken. In 1822-26 werd hier de Zuid-Willemsvaart aangelegd. In 1855-56 volgde de aanleg van de parallel daaraan lopende Spoorlijn Hasselt-Maastricht met het Station Boschpoort. In 1885 werd de havenkom in gebruik genomen, omdat het Bassin te klein was geworden. Het Station Boschpoort, op dat moment nog slechts een goederenstation, werd verplaatst naar dit gebied. In 1912 kwam het Stadion De Boschpoort van voetbalclub MVV gereed, dat in 1961 werd gesloopt. Het deelgebied Boschpoort ontwikkelde zich vanaf de jaren 1920 tot woonbuurt. In die tijd kwamen ook de Sint-Hubertuskerk en de parochieschool, beide van architect Jules Kayser, gereed. De bebouwing aan de noordzijde van de Statensingel kwam tot stand in de jaren 1930.
In 1999 werd het Plan Belvédère gelanceerd, een plan van stedenbouwkundige Frits Palmboom voor de ruimtelijke ontwikkeling van Noordwest. Delen van het plan zijn inmiddels uitgevoerd, zoals de omlegging van het Noordbrugtracé, de aanleg van de Belvédèrelaan voor het verkeer richting België, de gedeeltelijke herinrichting van het bedrijventerrein  Bosscherveld en de inrichting van het Frontenpark. Andere onderdelen, zoals de bouw van 4500 woningen in het Frontenkwartier en op de Belvédèreberg, zijn op de lange baan geschoven. In Boschpoort is rondom de Belvédère-haven een bescheiden woonwijkje gerealiseerd. Ook zijn er plannen om respectievelijk 40.000 en 60.000 zonnepanelen te plaatsen op de Belvédèreberg en in het Lanakerveld. Daarnaast zijn de voorbereidingen voor de sneltram Hasselt - Maastricht in volle gang.

## Architectuur en stedenbouw
Maastricht-Noordwest is een amorfe wijk die volop in ontwikkeling is. In het noordelijk deel van Boschpoort is geëxperimenteerd met middelhoge hoogbouw, maar verder domineren in deze buurt eengezinswoningen. Een bijzonder element zijn de vele woonboten die hier liggen afgemeerd. Elders in de wijk domineren verouderde industrieën en infrastructuur. Tussen de kanalen, wegen, spoorlijnen en fabrieksgebouwen liggen restanten van de vestingwerken van Maastricht en spontaan ontstane natuurgebieden.

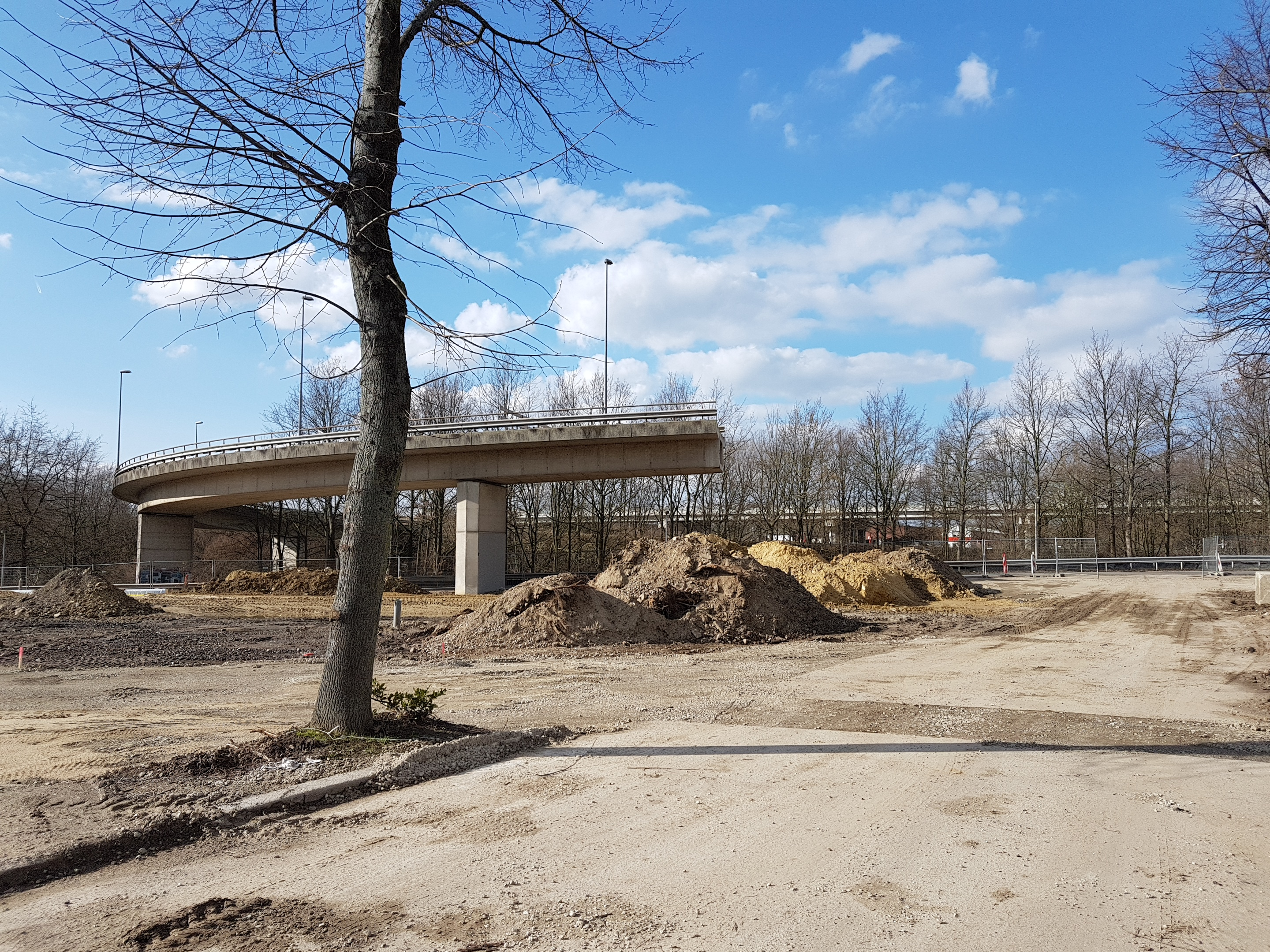
Aanleg Frontenpark en "krul", 2018

De wijk telt 32 rijksmonumenten (142 objecten) en 41 gemeentelijke monumenten (118 objecten). Het voornaamste erfgoed bestaat uit de boven- en ondergrondse verdedigingswerken ("kazematten") in het Frontenkwartier (17e-19e eeuw). De Linie van Du Moulin (1772-1777) is het best bewaard gebleven deel van de buitenwerken van de vesting Maastricht. Van de Nieuwe Bossche Fronten (1816-1822) zijn eveneens grote delen bewaard gebleven, hoewel enigszins aangetast door de industriële activiteiten. De meeste vestingwerken zijn gerestaureerd en het gebied eromheen is sinds circa 2010 ingericht als park, het Frontenpark. Kenmerkend voor de wijk Noordwest zijn ook de verspreid liggende relicten van 19e-eeuwse infrastructurele werken, zoals de Zuid-Willemsvaart en de Havenkom met bijbehorende kades, sluizen, duikers en bruggen, alsmede enkele spoorbruggen en viaducten van de spoorlijn naar Hasselt. Een modern relict is de "krul" van de Noorderbrug, een deel van de gesloopte afrit, die in 2018 als een folly in het Frontenpark is blijven staan. Aan de rand van het park staan enkele industriële monumenten, zoals de Gashouder, de Cokesfabriek en de Rubberfabriek Radium. Langs de Brusselseweg en de Bosscherweg staan enkele monumentale villa's en herenhuizen. Een deel van Boschpoort-Zuid, het zogenaamde "Boostenwijkje" (Alphons Boosten, jaren 1930), is beschermd als rijksmonument. Het enige religieuze bouwwerk is tegenwoordig een sportschool: de expressionistische Sint-Hubertuskerk in Boschpoort (Jules Kayser, 1925).

## Fotogalerij

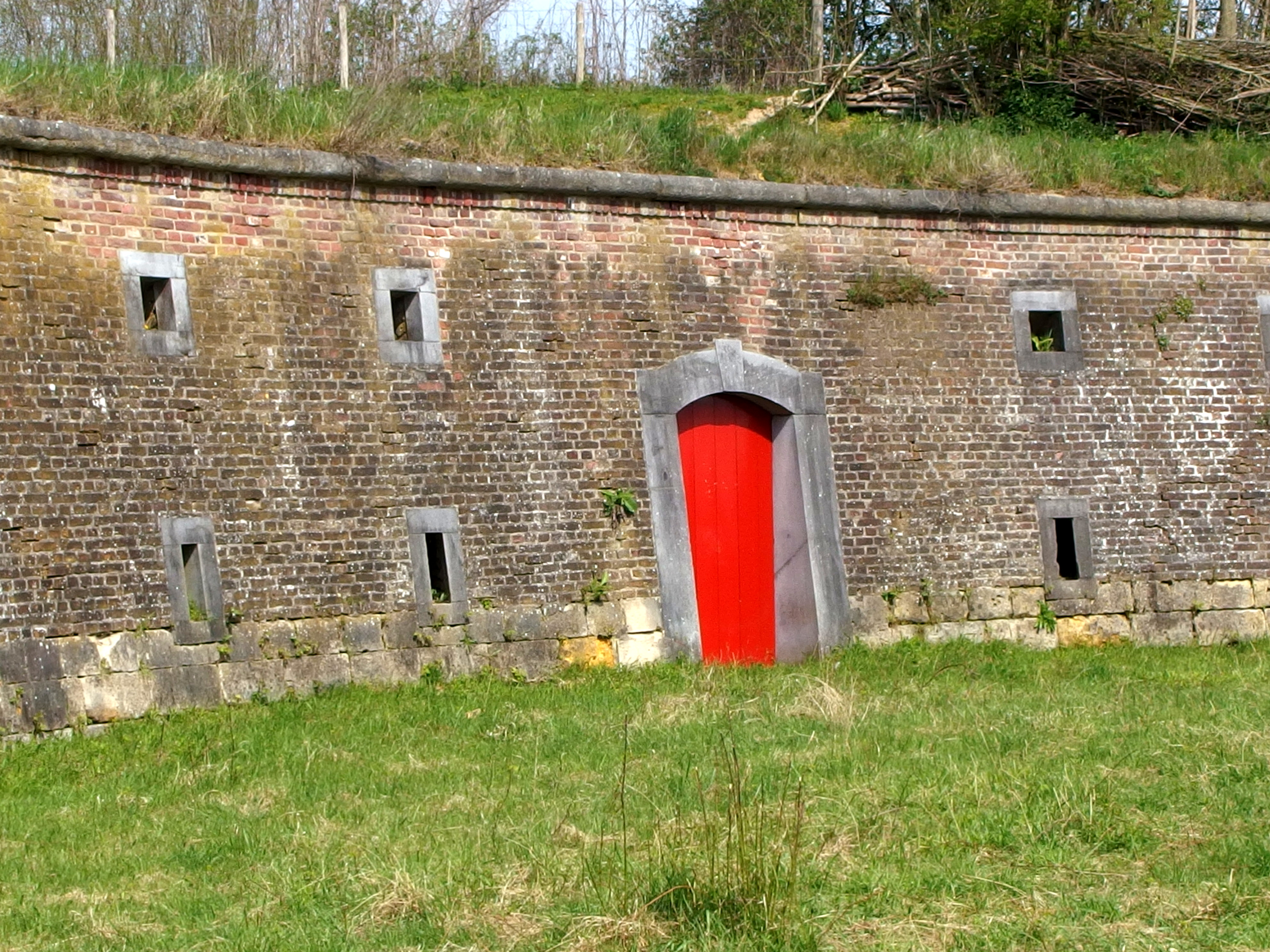
Bastion Holstein, 1688/1771
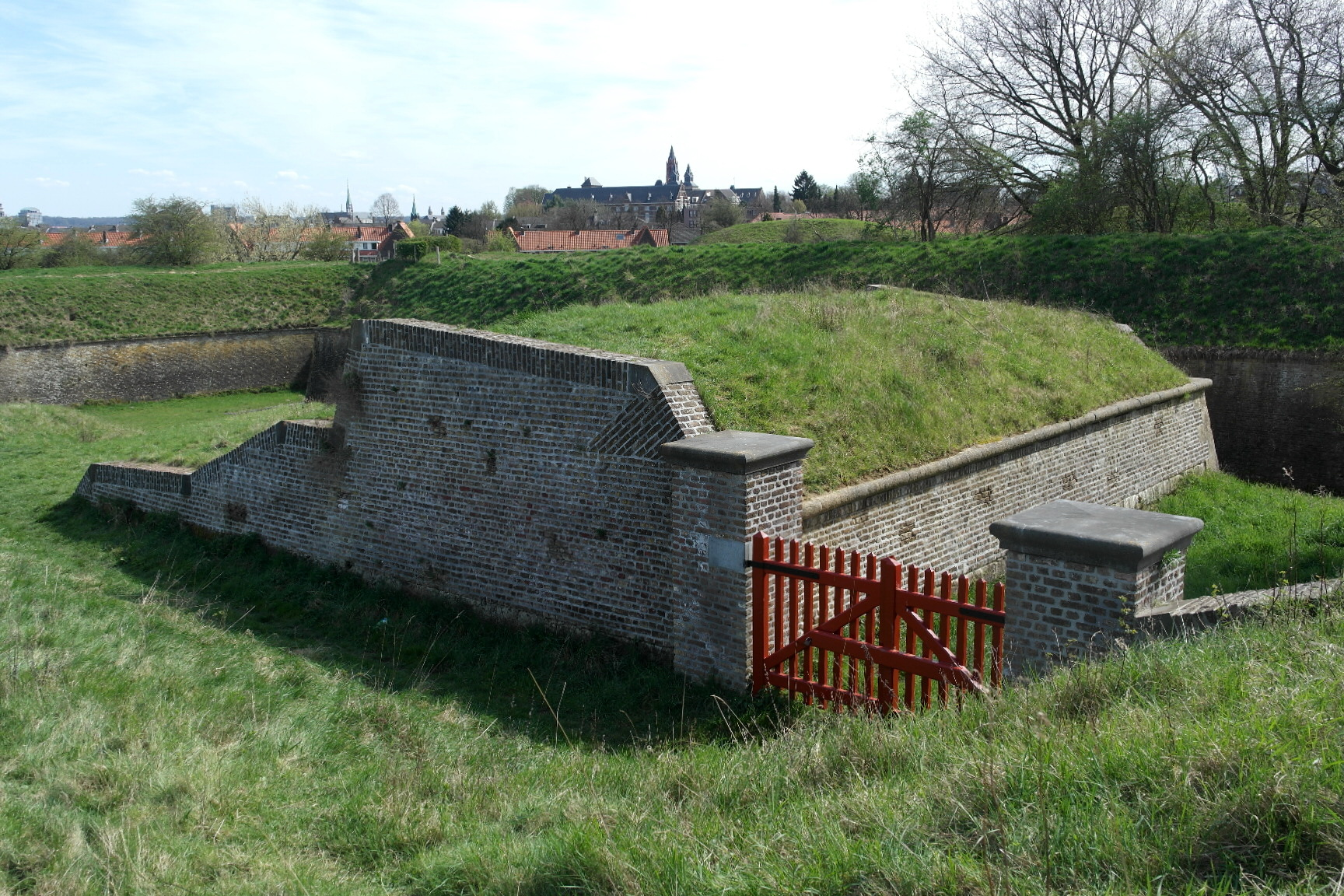
Lunet Gelderland, 1773-75
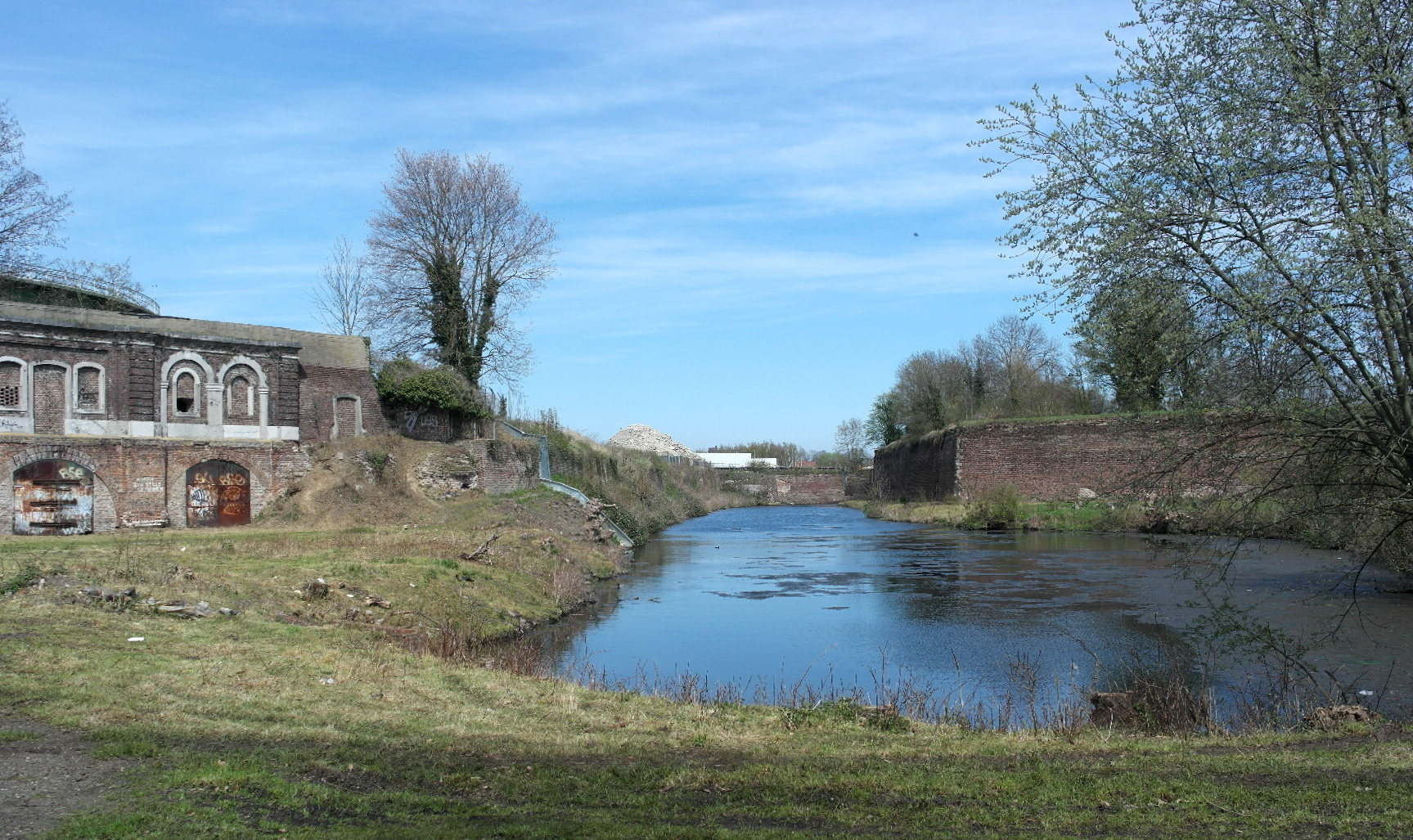
Ravelijn a en bastion B, 1818
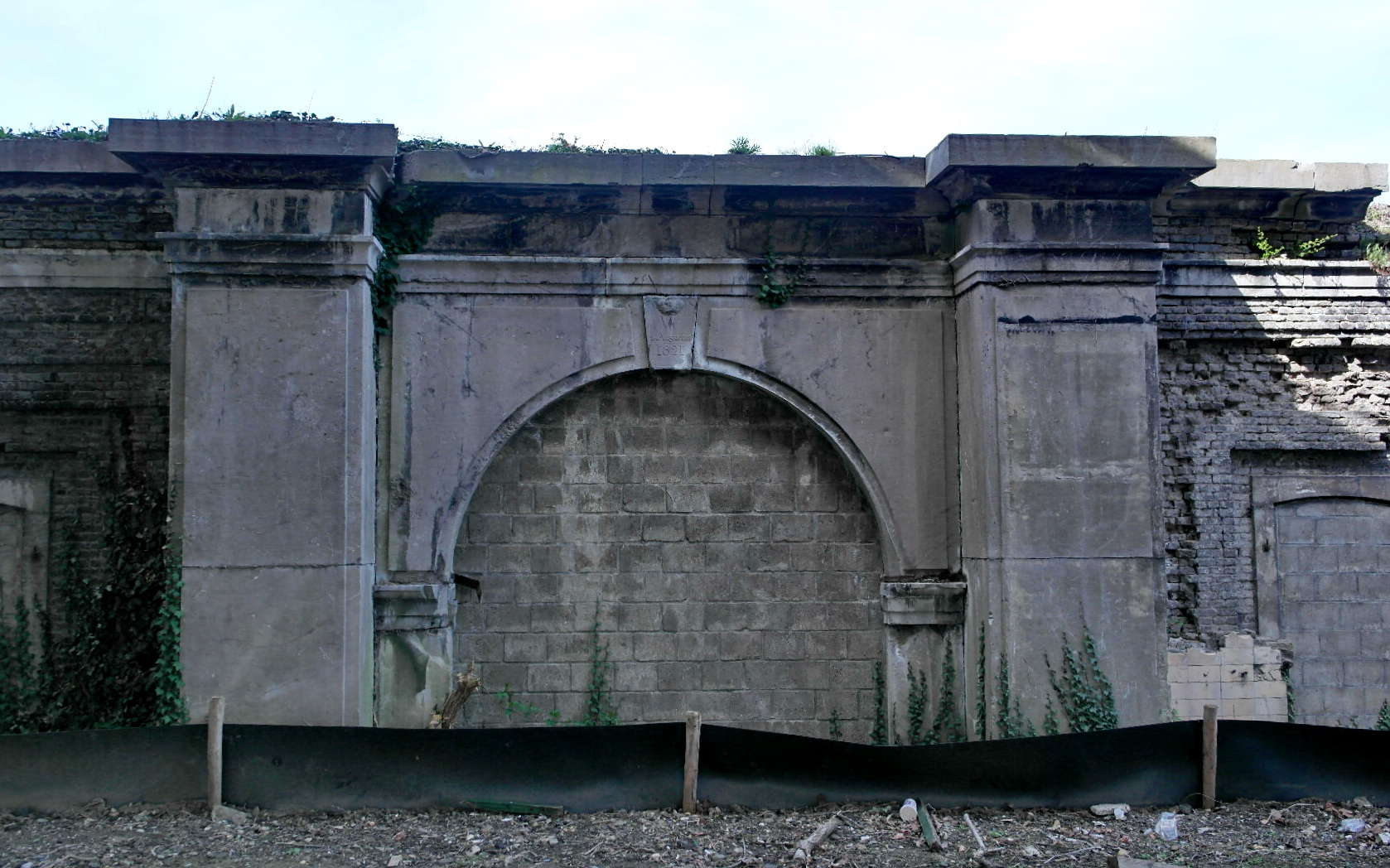
Kazemat ravelijn c, 1821
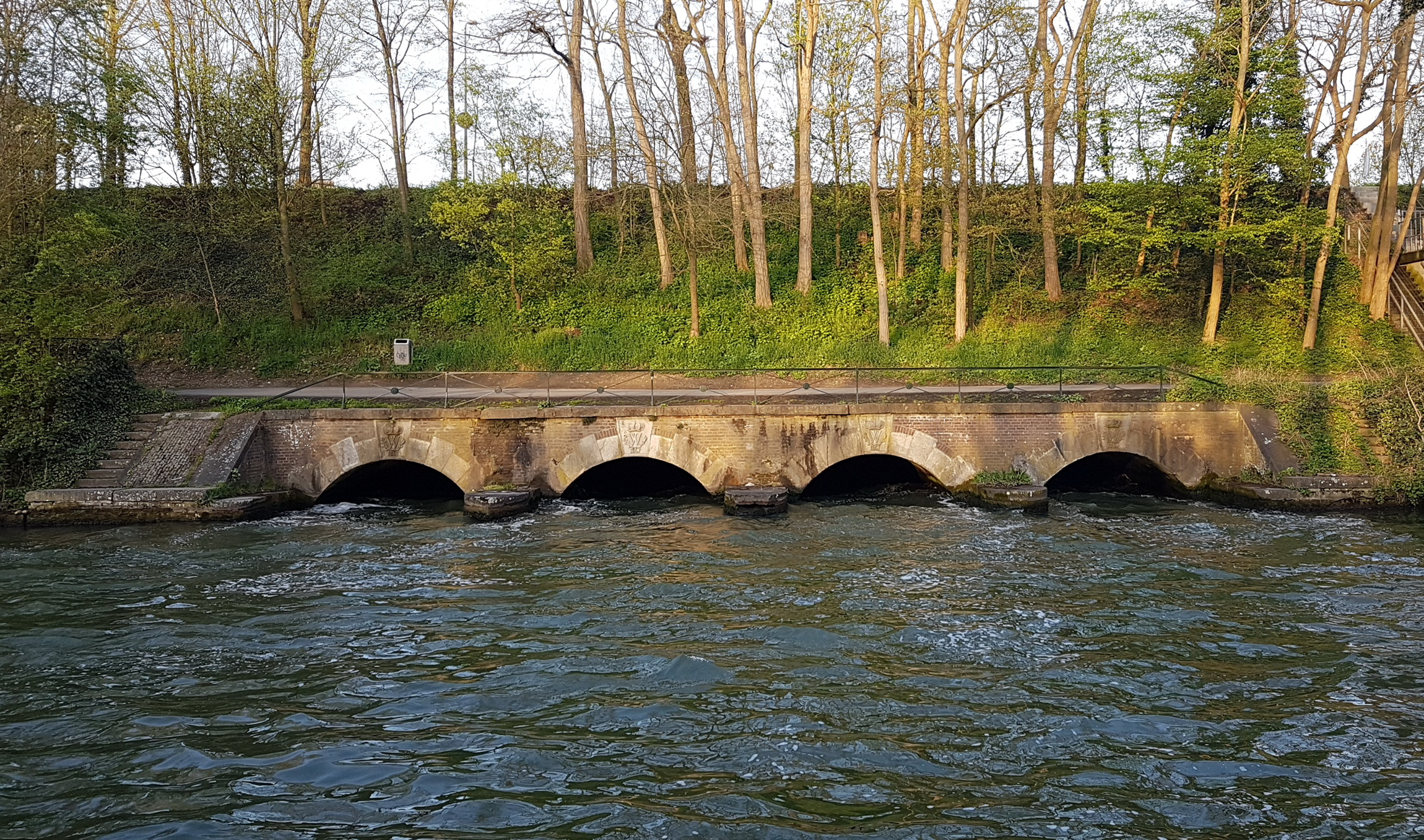
Duikers Zuid-Willemsvaart, 1867
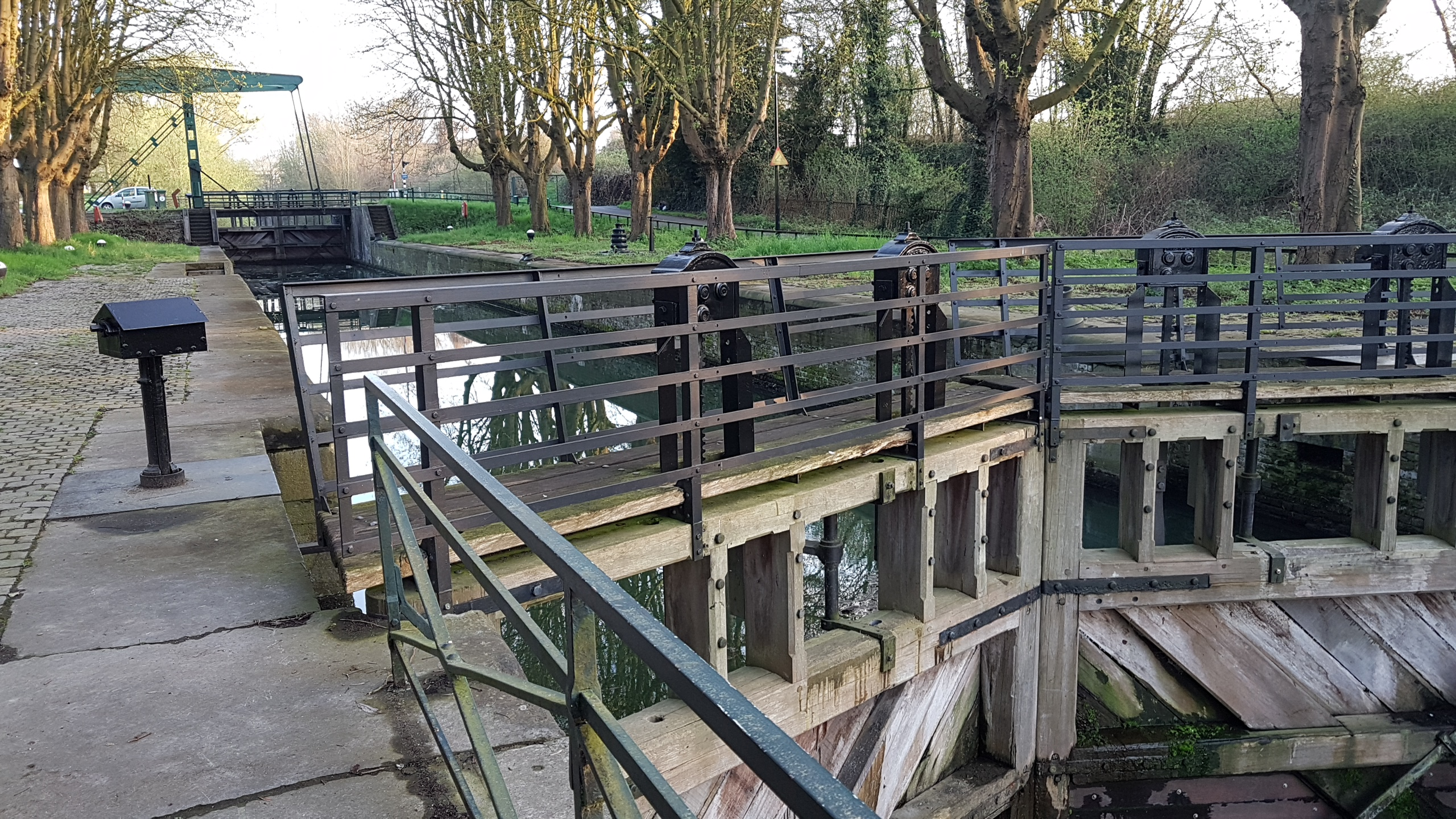
Sluis 19, Zuid-Willemsvaart, 1829
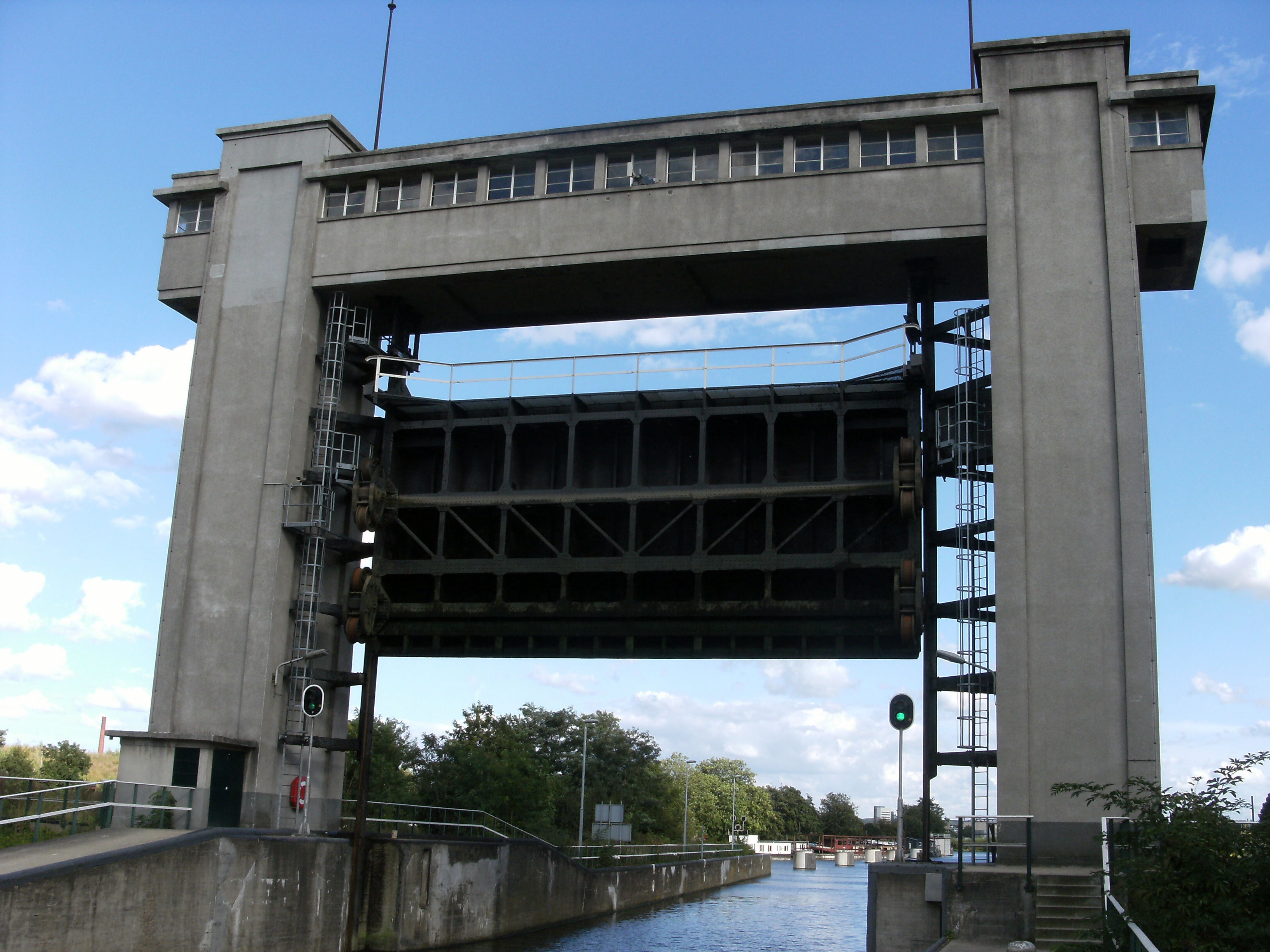
Sluis Bosscherveld, 1932
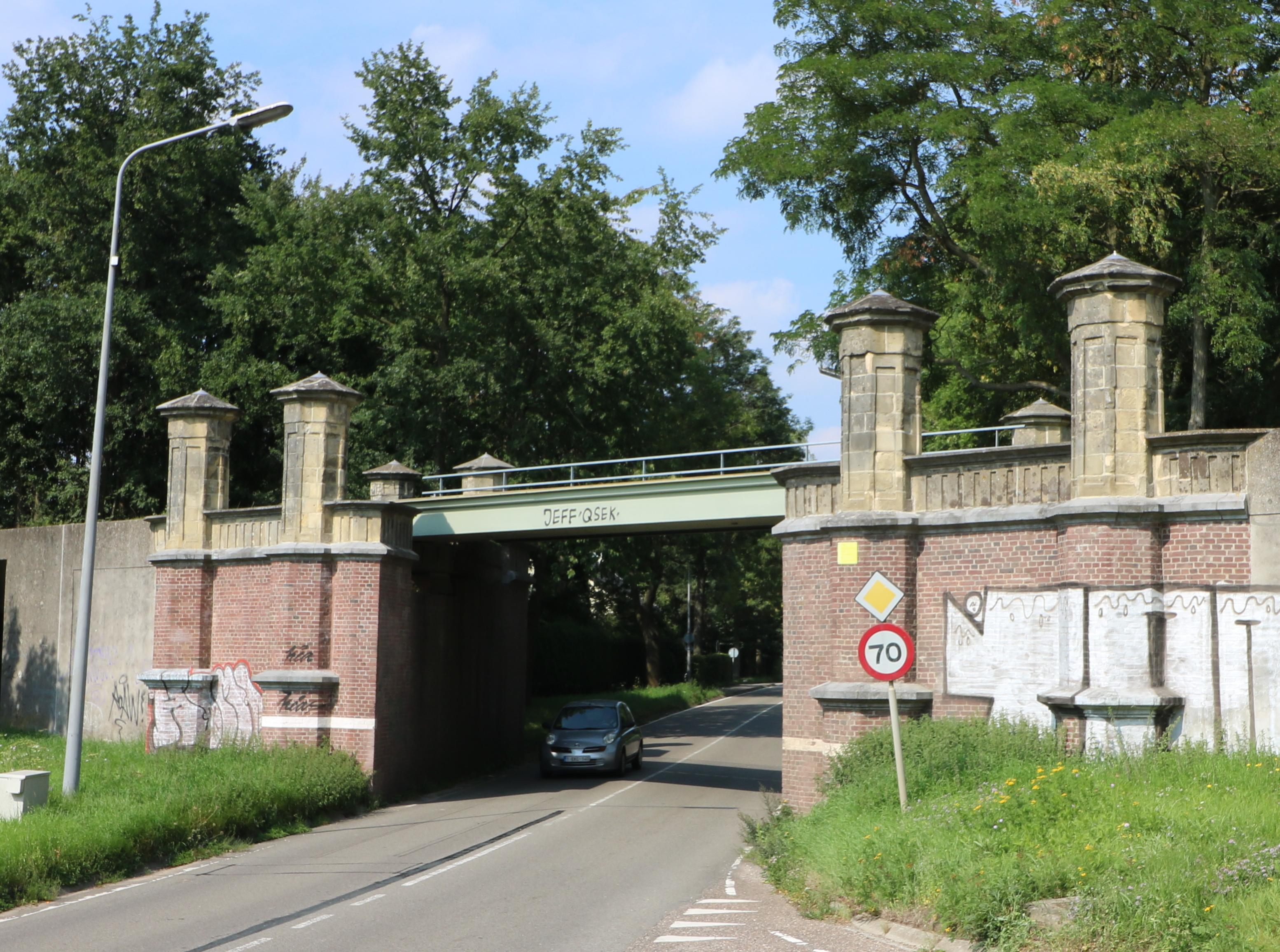
Spoorbrug Brusselseweg, 1856
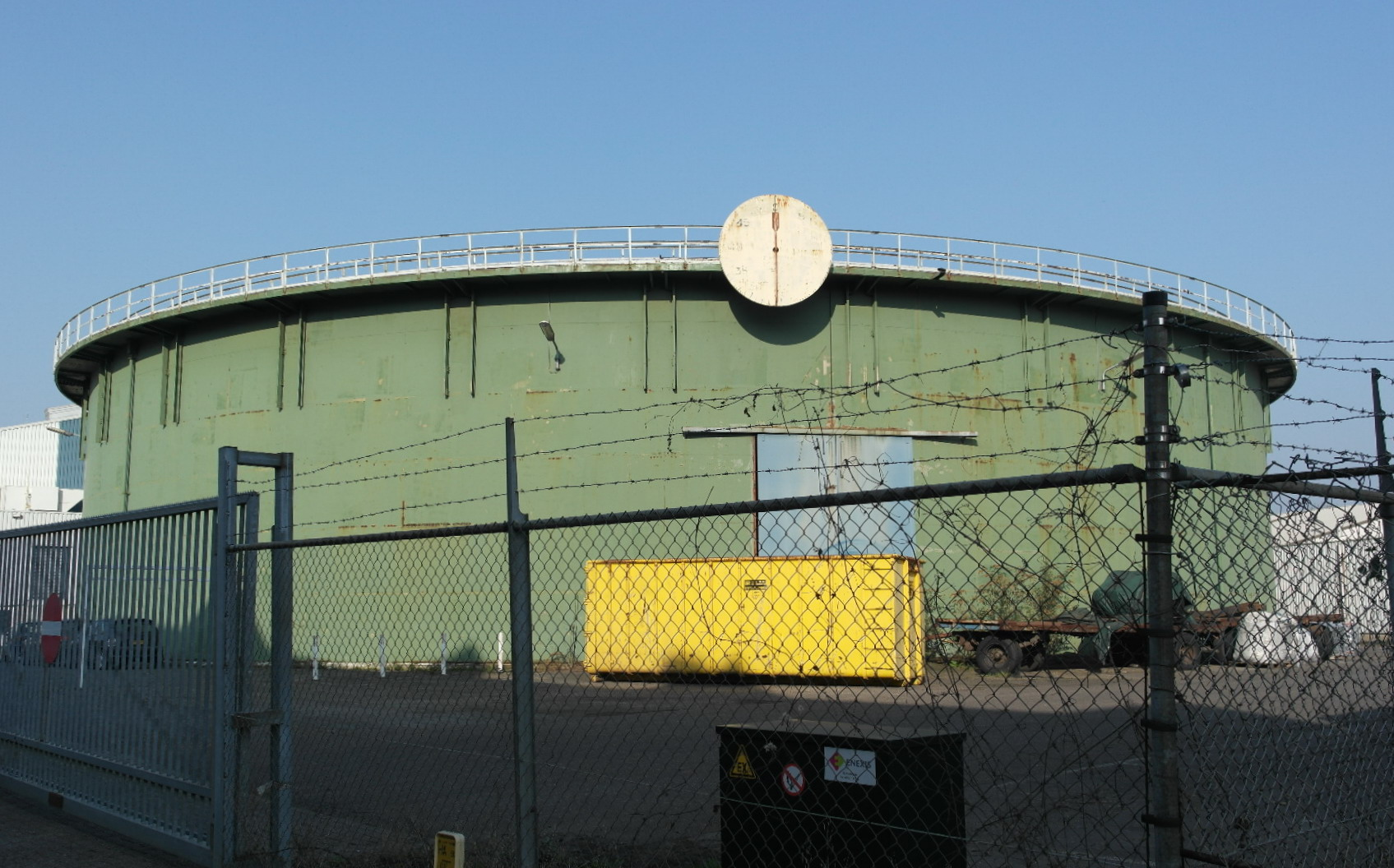
Gashouder, 1954-56
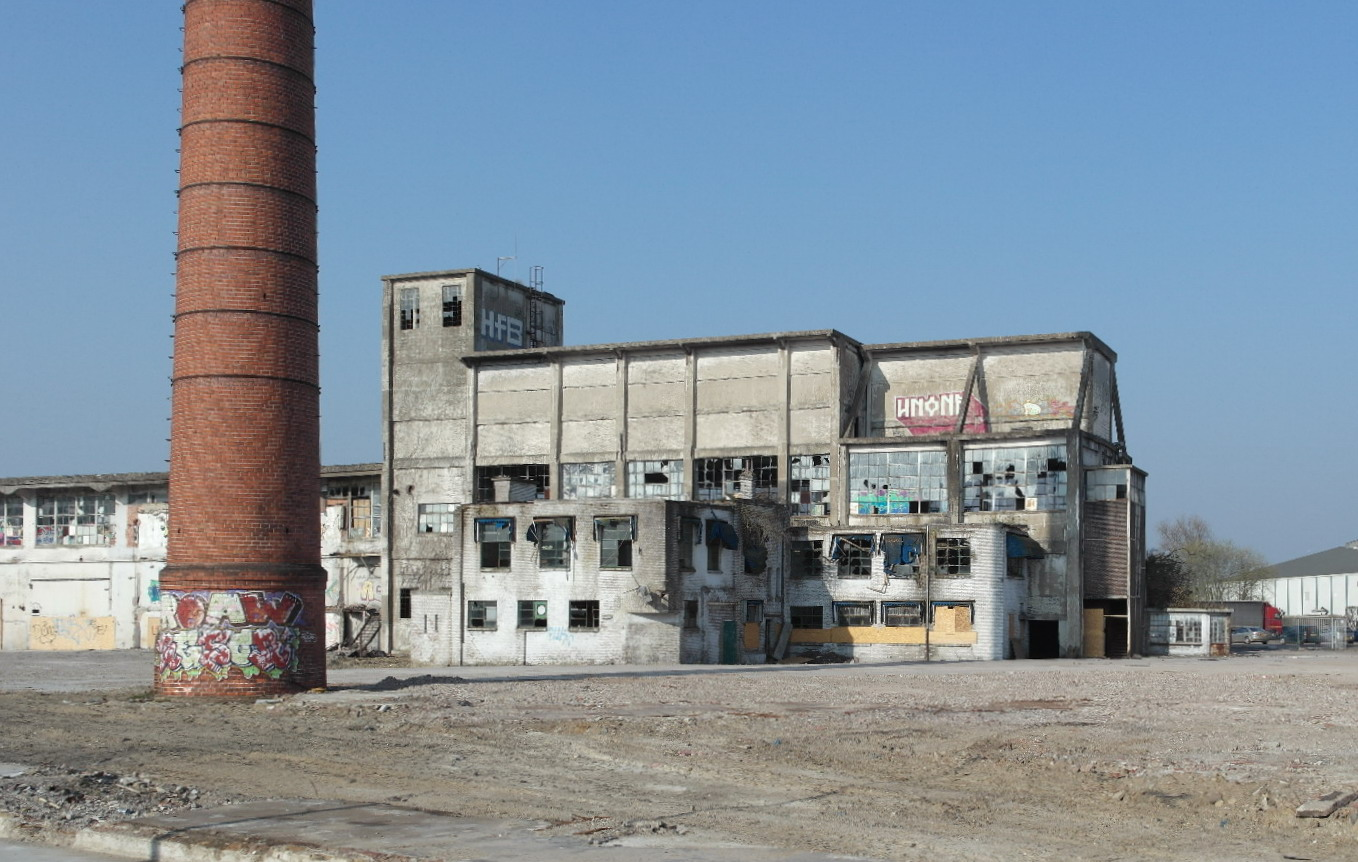
Cokesfabriek en schoorsteen, 1912
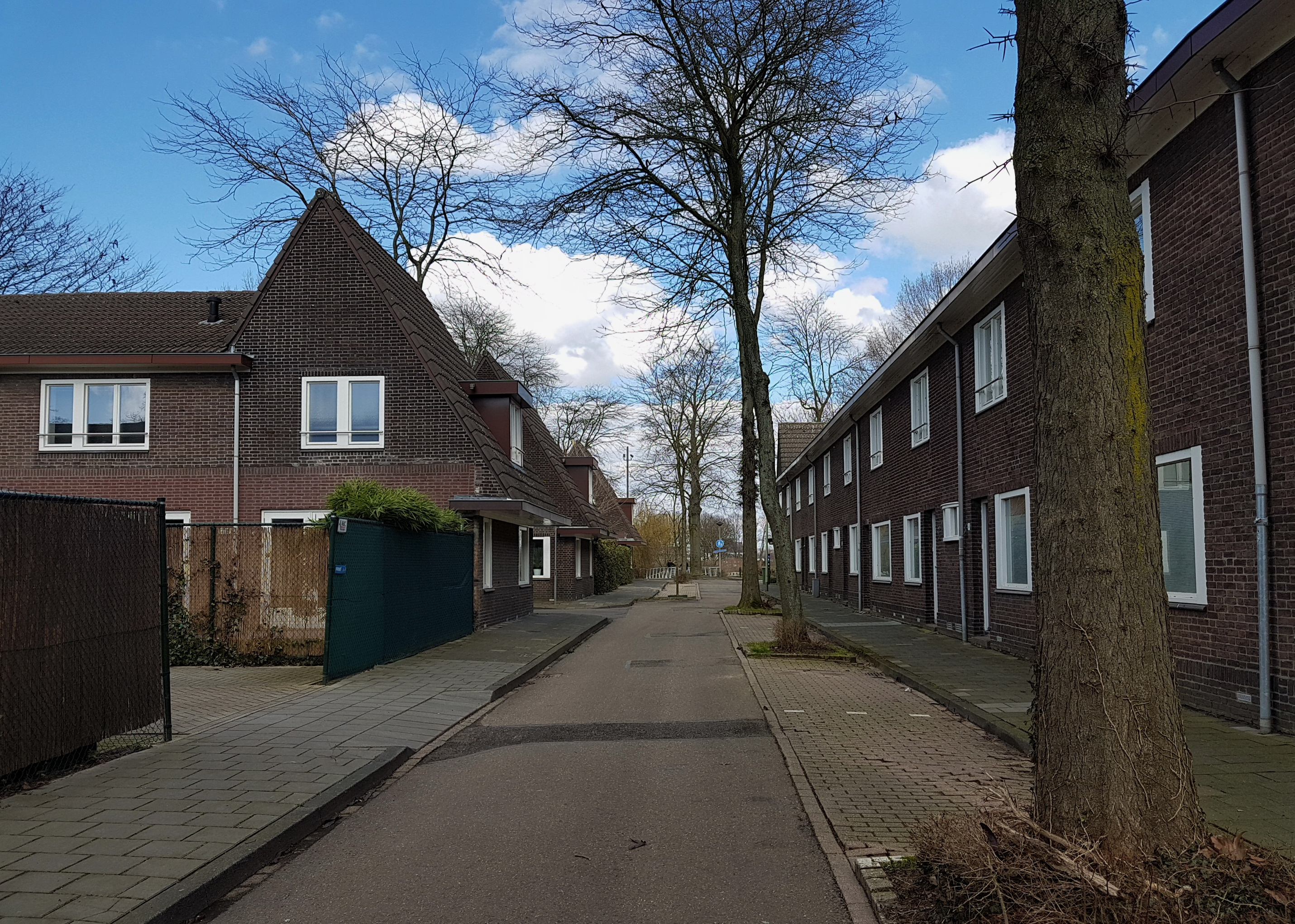
Boostenwijkje, Boschpoort, 1932-35
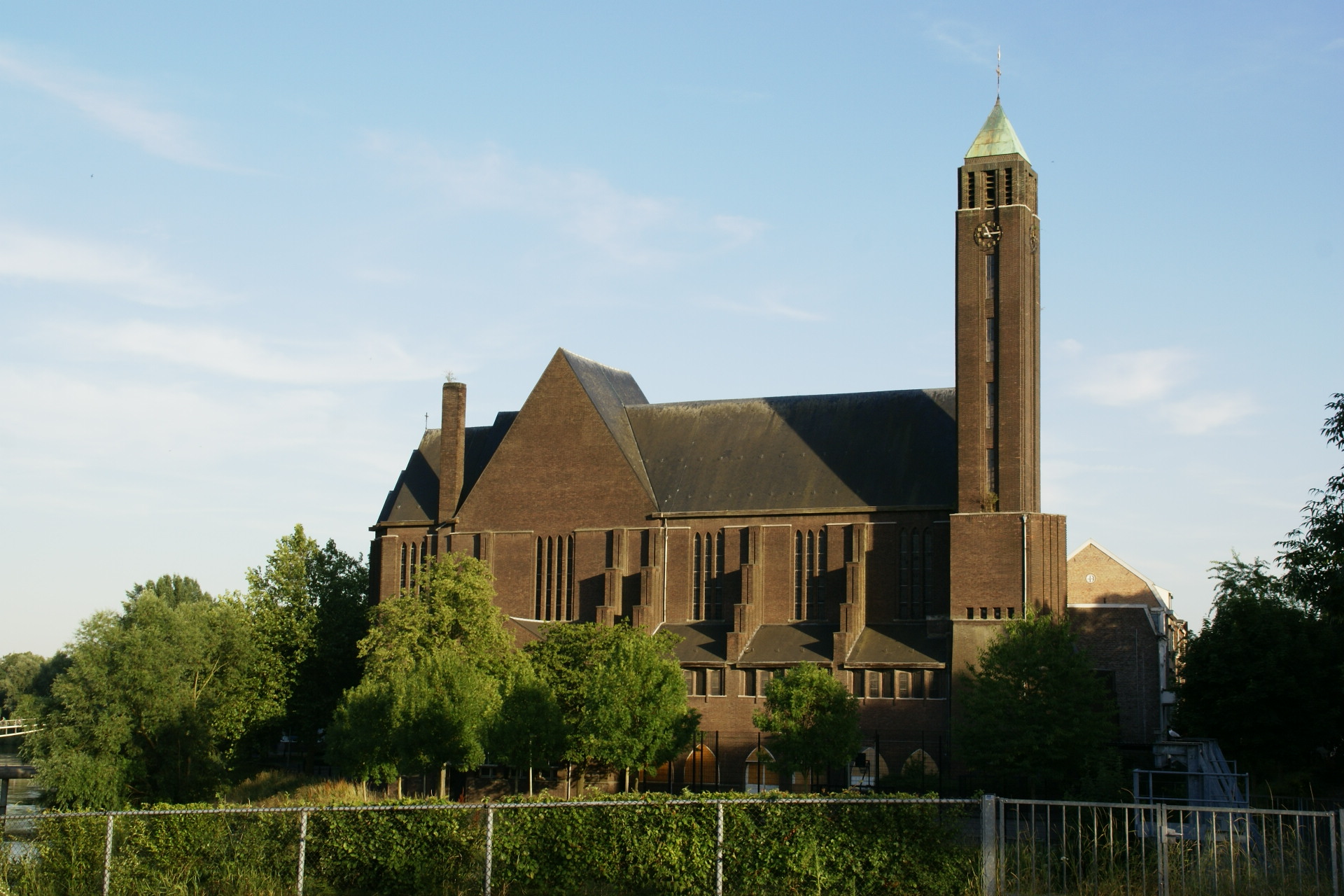
Sint-Hubertuskerk, Boschpoort, 1925